# 통도사 나들목

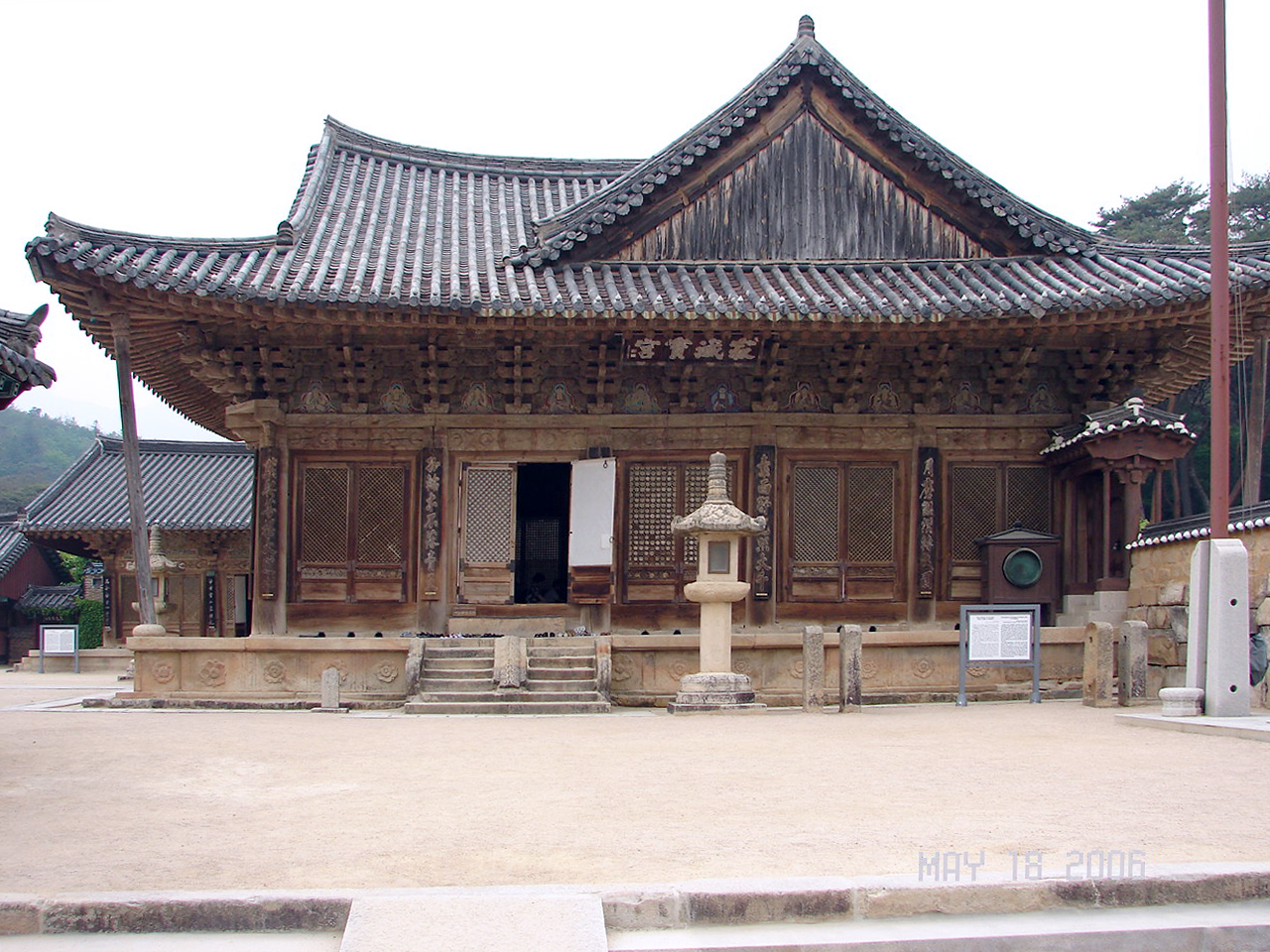
통도사 대웅전

통도사 나들목(Tongdosa IC)은 울산광역시 울주군 삼동면 조일리와 삼남읍 방기리에 걸쳐 설치된 경부고속도로의 5번 교차로이다. 국도 제35호선을 통해 양산시 하북면 및 통도사, 울주군 삼남읍, 울주군 삼동면 일대로 진출 할 수 있다.
원래 위치는 통도사와 가까운 위치인 경상남도 양산시에 있었고 교차로의 형태는 다이아몬드형 교차로였다. 그러나 2005년 경부고속도로 양산 - 언양간 차로 확장 개통으로 인해 울산 쪽으로 이설되어 현재는 울산광역시 울주군에 위치하고 있고, 교차로 형태는 이중 트럼펫형 교차로이다. 기존의 이 나들목 부지에는 부산방향에 한하여 노후화된 언양(부산방향)휴게소를 대체할 휴게소로 통도사휴게소를 2011년 8월 25일에 건설하였다. 그리고 2011년 12월 27일 통도사휴게소 내에 하이패스 전용 나들목인 통도사 하이패스 나들목이 개통되었다.

## 연혁
- 1969년 12월 29일 : 경부고속도로 대구 ~ 부산 구간 개통에 따라 영업 개시[2]
- 2005년 12월 14일 : 경부고속도로 양산 ~ 언양 22.44km 구간 왕복 6, 8차로 확장 개통으로 인해 나들목 이설[3]

## 구조물 정보
- 위치: 울산광역시 울주군 삼동면 조일리, 삼남읍 방기리
- 영업소: 울산광역시 울주군 삼남읍 반구대로 80

## 접속하는 도로
- 국도 제35호선 (반구대로)

## 교통량 정보
| 요금소          | 통행량 (대/일) | 통행량 (대/일) | 통행량 (대/일) | 통행량 (대/일) | 통행량 (대/일) | 통행량 (대/일) | 통행량 (대/일) | 통행량 (대/일) | 통행량 (대/일) | 통행량 (대/일) | 각주  |
| 요금소          | 2001년         | 2002년         | 2003년         | 2004년         | 2005년         | 2006년         | 2007년         | 2008년         | 2009년         | 2010년         | 각주  |
| --------------- | -------------- | -------------- | -------------- | -------------- | -------------- | -------------- | -------------- | -------------- | -------------- | -------------- | ----- |
| 통도사 (폐쇄식) | 7,642          | 7,869          | 8,034          | 7,483          | 7,164          | 6,717          | 6,929          | 6,602          | 6,716          | 6,961          | [ 4 ] |
| 요금소          | 2011년         | 2012년         | 2013년         | 2014년         | 2015년         | 2016년         | 2017년         | 2018년         | 2019년         |                | [ 4 ] |
| 통도사 (폐쇄식) | 6,724          | 6,506          | 6,694          | 6,510          | 6,997          | 6,928          | 5,961          | 5,953          | 5,869          |                | [ 4 ] |

## 같이 보기
- 구 나들목 위치: 북위 35° 29′ 19.51″ 동경 129° 5′ 31.80″ / 북위 35.4887528°  동경 129.0921667°
- 통도사 하이패스 나들목
- 통도사휴게소